# Eunotomyiia
Eunotomyiia is een geslacht van vliesvleugeligen uit de familie Pteromalidae. De wetenschappelijke naam van dit geslacht is voor het eerst geldig gepubliceerd in 1922 door Girault.

## Soorten
Het geslacht Eunotomyiia is monotypisch en omvat slechts de volgende soort:
- Eunotomyiia corvus Girault, 1922